# Port Maria
Port Maria – miasto w północno-wschodniej Jamajce w hrabstwie Middlesex. Miasto jest stolicą regionu Saint Mary.

## Zabytki
- Fort Haldane, zbudowany w 1759 roku na wzgórzu nad miastem. Nazwa fortu pochodzi od nazwiska ówczesnego gubernatora Jamajki - Georga Haldane'a;
- budynek sądu z 1820 roku;
- kościół zbudowany w 1861 roku[2] .